# Komisja Rządowa Wojny
Komisja Rządowa Wojny (KRW) – zgodnie z konstytucją Królestwa Polskiego był to organ stojący na czele wojska (pełniący rolę ministerstwa obrony). W praktyce Komisją sterował naczelny wódz.
Komisja Rządowa Wojny mieściła się w Pałacu Prymasowskim przy ul. Senatorskiej.
Akta KRW znajdują się obecnie w Archiwum Głównym Akt Dawnych w Warszawie.

## Organizacja Komisji
- Sekretariat Generalny
  - gen. bryg. Józef Nowicki
  - płk Karol Zieliński
- I Dyrekcja Materiałów
  - gen. art. Maurycy Hauke
  - gen. bryg. Antoni Sałacki
  - gen. bryg. Józef Longin Sowiński (p.o.)
- II Dyrekcja Osób
  - gen. dyw. Józef Rautenstrauch
  - gen. bryg. Henryk Ignacy Kamieński
  - gen. bryg. Józef Mroziński
- III Dyrekcja Rachunkowości
  - gen. bryg. Antoni Darewski
- Kasa Generalna
  - płatnik generalny wojska - płk / gen. bryg. Kajetan Stuart (od 1826 roku Adam Węgierski)
  - kasjer generalny
  - kontroler generalny
- Komisariat Ubiorczy
  - gen. dyw. Łukasz Biegański
  - płk Kazimierz Słupecki